# La–152
A La–152, (USAF kódneve Type 4) egy szovjet együléses, egymotoros sugárhajtású vadászrepülőgép prototípus volt, melyet a Lavocskin Tervezőintézet fejlesztett ki 1945-től kezdődően.

## Tervezés és fejlesztés
A La–150 sikertelenségének következtében a konstrukciót lényegesen átdolgozták a repülési teljesítmény fokozása és a karbantartás könnyítése érdekében. A hajtóművet előre hozták, a pilótafüle a leszerelhető közép-szárny fölé került, a fúvócső kifúvó nyílása pedig a szárny alá. Ez az elrendezés könnyebbé tette a hajtómű karbantartását és hajtómű típuscseréjét. Az orrkerekes futómű főfutóit a törzsbe lehetett behúzni, mint sok német vadászrepülőgépnél, például a Me P.1101 esetén.

## Története
A repülési próbák jól haladtak a gyártók próbáival, melyeket 1947. június 23-ig befejeztek. Az állami átvételi próbákat július 12-én kezdték el. A nyolcadik próbarepülés alkalmával az La–152 hajtóműhiba következtében lezuhant, amikor a leszállópályát megközelítette. A fejlesztést a "154", "156", "160" és "174TK" típussal folytatták. Ez utóbbi nincs kapcsolatban a "174" és "174D" típussal. A JuF utánégetővel a "156" és "160" típust szerelték fel.

## Változatok
- 154 - A második 152 gépnek Ljulka TR–1 sugárhajtóművet szántak. A TR-1 fejlesztésének elhúzódása miatt a fejlesztést felfüggesztették.[1]

- 156 (USAF kód Type 5) - Eredeti típusjelzése Aircraft 152D volt.. A tervezési munka 1946. november 22-én kezdődött, az eredeti konstrukciót átalakították a JuF utánégetővel kiegészített RD-10 hajtómű beépítésére. Az utánégetőn kívül a 156 módosított szárnyat, katapult ülést és pilótafülke páncélzatot kapott.[1]

- 174TK (Tonkoje Krilo - vékony szárny) Ez a gép a 156 változata kísérleti 6% vastagságú szárnnyal, mely 1947-ben nagyon vékonynak számított. A Rolls-Royce Derwent hajtómű az orrba került, ezzel a gépnek jól megkülönböztethető kidudorodó orra lett. Először 1948-ban repült, a próbák sikeresek voltak, de a repülési teljesítményei már gyengébbek voltak a 160 típusú gépénél, ezért a fejlesztést leállították.[2]

## Műszaki adatok

A La–152 háromnézeti rajza

## Műszaki adatok[1]
- Személyzet: 1 pilóta

### Méretek
- Hossz: 9,04 m
- Fesztáv: 8,2 m
- Magasság: 2,65 m
- Szárnyfelület: 12,15 m²

### Tömeg
- Üres tömeg: 2310 kg
- Repülő tömeg: 3160 kg
- Üzemanyag tömege belső tartályokban: 620 kg

### Hajtómű
- Típusa: 1 × TRDF RD-10
- Tolóerő: 1 × 8,8 kN

### Teljesítményadatok
- Legnagyobb sebesség:

3000 m magasságban: 830 km/h
5000 m magasságban: 840 km/h
Leszállási sebesség: 165 km/h
- Hatótáv:

földközelben 340 km
5000 m-en: 495 km
8500 m-en: 700 km
- Repülési idő:

földközelben: 24,5 min
5000 m-en: 55 min
8500 m-en: 1 h 18 min
- Szolgálati magasság: 12 500 m
- Emelkedési sebesség: 18,0 m/s
- 5000 m eléréséhez szükséges idő 5,6 min
- Szárny felületi terhelése: 260 kg/m²
- Tolóerő/súly: 0,282
- Nekifutás hossza felszálláskor: 796 m
- Kifutás leszálláskor: 740 m

### Fegyverzet
- 3 × 23 mm NSz-23 gépágyú egyenként 50 lőszerrel

## Külső hivatkozások
- Bill Gunston. The Osprey Encyclopedia of Russian Aircraft 1875-1995. London:Osprey, 1995. ISBN 1-85532-405-9.
- Gordon, Yefim. Early Soviet Jet Fighters. Midland Publishing. Hinkley. ISBN 1-85780-139-3